# Dimorphocystis laevis
Dimorphocystis laevis är en svampart som beskrevs av Corner 1950. Dimorphocystis laevis ingår i släktet Dimorphocystis och familjen mattsvampar.   Inga underarter finns listade i Catalogue of Life.